# Lu Yunxiu
Lu Yunxiu (卢云秀; Zhangzhou, 6 de setembro de 1996) é uma velejadora chinesa, campeã olímpica.

## Carreira
Yunxiu participou dos Jogos Olímpicos de Verão de 2020 em Tóquio, onde participou da classe RS:X, conquistando a medalha de ouro após finalizar a série de treze regatas com 36 pontos.